# Utricularia laxa
Utricularia laxa — вид рослин із родини пухирникових (Lentibulariaceae). 

## Біоморфологічна характеристика
Utricularia laxa подібна до U. lloydii та U. adpressa, але відрізняється від U. lloydii своїми пастками з довгими, загнутими спинними придатками, більшим віночком, 10–15 мм завдовжки, довгастою верхньою губою віночка, вигнутою шпорою, довжиною до нижня губа віночка і перламутровим насінням (порівняно з диморфними пастками, з короткими прямими дорсальними придатками, голий чи з трихомами віночок 6–8 мм завдовжки, верхня губа яйцювата, від прямої до злегка вигнутої, довша за нижню віночкову губу, насіння не перламутрове). Відрізняється від U. adpressa своїми сидячими пастками, більшим віночком, довгастою верхньою губою, шпорою завдовжки з нижню губу віночка, і перламутровим насінням (порівняно з пасками на ніжках, віночком 5–8 мм завдовжки, кругла верхня губа, шпора довша ніж нижня губа віночка, насіння не перламутрове).

## Середовище проживання
Зростає у Бразилії й пн.-сх. Аргентині.
U. laxa росте як наземна рослина на водно-болотних угіддях і на лугах, а також на околицях водойм, зазвичай на висотах, від близьких до рівня моря до 1100 метрів над рівнем моря.